# Ewa Karna
Ewa Karna – polska naukowiec, biochemik, doktor habilitowany nauk farmaceutycznych.

## Życiorys
W 1988 ukończyła analitykę medyczną na Akademii Medycznej w Białymstoku. Po studiach rozpoczęła pracę w Klinice Endokrynologii Państwowego Szpitala Klinicznego w Białymstoku. W 1994 rozpoczęła pracę naukową w Zakładzie Chemii i Analizy Leków AMB na stanowisku asystenta. W 1999 pod kierunkiem prof. Jerzego A. Pałki obroniła na Śląskiej Akademii Medycznej w Katowicach pracę doktorską "Prolidaza i farmakologiczna regulacja jej aktywności w gruczolakorakach płuca ludzkiego" uzyskując stopień naukowy doktora nauk farmaceutycznych. W latach 2001–2002 odbyła staż naukowy w Center for Cell Biology and Cancer Research, Albany Medical College (USA). W 2013 na podstawie osiągnięć naukowych i złożonej rozprawy "Rola prolidazy w endogennej i farmakologicznej regulacji metabolizmu kolagenu" uzyskała stopień naukowy doktora habilitowanego nauk farmaceutycznych.
Zatrudniona na stanowisku adiunkta w Zakładzie Chemii Leków UMB.